# Henriques Tiago Nzita
Henriques Tiago Nzita, né le 14 juillet 1927 à Cabinda et mort le 3 juin 2016 à Draveil, est un leader historique  de l'indépendance cabindaise, président des Forces Armées Cabindaises (FAC), un groupe rebelle luttant pour l'indépendance du Cabinda, et président du Gouvernement Provisoire du Cabinda. 
Il est le cofondateur du Front de libération de l'enclave de Cabinda (FLEC), créé en 1963 pour lutter contre la domination coloniale portugaise, puis contre l'état angolais.

## Biographie
Issu de l’ethnie lindji, il est né le 14 juillet 1927, à la mission de San Jose de Luali, dans la région de Dinge au Cabinda, dans une famille modeste.

## Lutte pour l'indépendance du Cabinda

### Contre le Portugal
En 1963, il co-fonde le Front de Libération de l'Enclave de Cabinda (FLEC) pour lutter contre la domination coloniale portugaise.
Il est arrêté en 1970 par la PIDE (police politique portugaise). Il est incarcéré à  la prison de São Nicolau de Bentiaba (pt), dans le sud de l'Angola.
Il est libéré le 30 juin 1974, alors que le Portugal est en pleine révolution des œillets. Il ouvre alors un bureau du FLEC à Tchiowa, capitale de la province du Cabinda, avec l’autorisation de Thermundu Barata, gouverneur et Représentant de la Couronne Portugaise au Cabinda[réf. nécessaire].
En 1975, il est nommé président du FLEC/FAC.

### Contre l'Angola

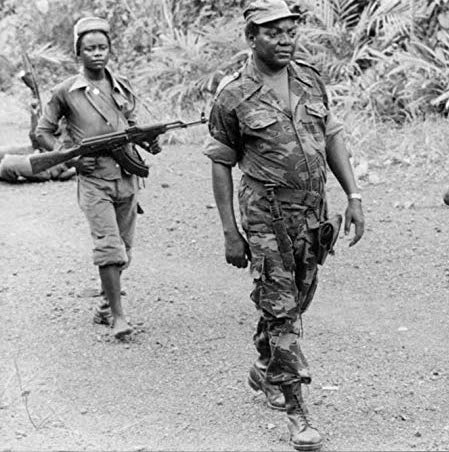
Nzita Tiago au Cabinda en 1978

Apprenant que le gouvernement portugais, en pleine décolonisation, prévoit d'inclure Cabinda dans l'Angola, Nzita déclenche un conflit armé contre les groupes armés indépendantistes angolais.
Il passe douze ans dans le maquis à partir de 1977, luttant pour l'autodétermination et l'indépendance de la région.
Sa position ferme sur l'indépendance de Cabinda sans négociation et par des moyens militaires finit par provoquer la fragmentation du FLEC en différentes factions.

### Exil et mort
Il s'exile alors en France[Quand ?] où il meurt, à Paris, en 2016.
Son fils, Emmanuel Nzita, lui succède quelques jours plus tard,.